# Liste des monuments historiques d'Ammerschwihr
Ce tableau présente la liste de tous les monuments historiques de Ammerschwihr (Haut-Rhin), classés ou inscrits.

## Monuments historiques
Selon la base Mérimée, il y a 10 monuments historiques à Ammerschwihr, inscrits ou classés.
| Monument | Adresse                                                             | Coordonnées                      | Notice         | Protection | Date | Illustration |
| --- | ------------------------------------------------------------------- | -------------------------------- | -------------- | ---------- | ---- | --- |
| Chapelle Notre-Dame-des-Trois-Épis (église de pèlerinage de la Visitation de la Bienheureuse Vierge Marie) église avec sacristie, narthex avec portail, ancienne entrée du couvent | Trois-épis                                                          | 48° 06′ 00″ nord, 7° 13′ 51″ est | « PA00085326 » | Inscrit    | 1988 | Chapelle Notre-Dame-des-Trois-Épis (église de pèlerinage de la Visitation de la Bienheureuse Vierge Marie)église avec sacristie, narthex avec portail, ancienne entrée du couvent |
| Château de Meywihr vestiges | Im Schloss                                                          | 48° 07′ 21″ nord, 7° 16′ 52″ est | « PA00085324 » | Inscrit    | 1956 | Image manquante Téléverser |
| Église Saint-Martin église | Place de l'Abbé-Ignace-Simonis                                      | 48° 07′ 38″ nord, 7° 16′ 54″ est | « PA00085325 » | Inscrit    | 1946 | Église Saint-Martinéglise |
| Enceinte fortifiée porte Haute, deux tours | 1, place du Vieux-Marché                                            | 48° 07′ 30″ nord, 7° 16′ 42″ est | « PA00125230 » | Inscrit    | 1993 | Enceinte fortifiéeporte Haute, deux tours |
| Fontaine de l'Homme Sauvage fontaine | Place de l'Ancien-Hôtel-de-Ville Grand-Rue Rue de la Reconnaissance | 48° 07′ 32″ nord, 7° 16′ 54″ est | « PA00085327 » | Classé     | 1965 | Fontaine de l'Homme Sauvagefontaine |
| Hôtel de ville hôtel de ville | Grand-Rue                                                           | 48° 07′ 31″ nord, 7° 16′ 53″ est | « PA00085328 » | Classé     | 1965 | Hôtel de villehôtel de ville |
| Maison fenêtre sculptée | 20, Grand-Rue                                                       | 48° 07′ 31″ nord, 7° 16′ 47″ est | « PA00085329 » | Inscrit    | 1931 | Maisonfenêtre sculptée |
| Porte Haute porte | Grand-Rue                                                           | 48° 07′ 29″ nord, 7° 16′ 42″ est | « PA00085330 » | Inscrit    | 1931 | Porte Hauteporte |
| Tour du Pétrole (tour des Citoyens ou tour des Bourgeois) tour | Rue de la Rivière-aux-Bains                                         | 48° 07′ 33″ nord, 7° 16′ 45″ est | « PA00085331 » | Inscrit    | 1931 | Tour du Pétrole (tour des Citoyens ou tour des Bourgeois)tour |
| Tour des Voleurs tour | Grand-Rue Route du Vin                                              | 48° 07′ 33″ nord, 7° 17′ 04″ est | « PA00085332 » | Inscrit    | 1931 | Tour des Voleurstour |

## Mobiliers historiques
Selon la base Palissy, il y a 85 objets monuments historiques à Ammerschwihr.
| Monument historique | Localisation                                                      | Protection | Date de la protection | Référence            | Photo |
| --- | ----------------------------------------------------------------- | ---------- | --------------------- | -------------------- | ----- |
| autel, tabernacle, retable (maître-autel) | église Notre-Dame de la Visitation, actuellement musée Notre-Dame | classé     | 1993                  | Notice no PM68000720 |       |
| livre (missel) | église Notre-Dame de la Visitation, actuellement musée Notre-Dame | classé     | 1993                  | Notice no PM68000719 |       |
| dessin : le couvent des trois épis | église Notre-Dame de la Visitation, actuellement musée Notre-Dame | classé     | 1993                  | Notice no PM68000718 |       |
| livres (2) : les origines d'Adam | église Notre-Dame de la Visitation, actuellement musée Notre-Dame | classé     | 1993                  | Notice no PM68000717 |       |
| livre : œuvres complètes de Cicéron | église Notre-Dame de la Visitation, actuellement musée Notre-Dame | classé     | 1993                  | Notice no PM68000716 |       |
| manuscrit : historique des trois épis de 1633 à 1688                                                                                             | église Notre-Dame de la Visitation, actuellement musée Notre-Dame | classé     | 1993                  | Notice no PM68000715 |       |
| manuscrit : autorisation d'installation accordée aux capucins                                                                                    | église Notre-Dame de la Visitation, actuellement musée Notre-Dame | classé     | 1993                  | Notice no PM68000714 |       |
| manuscrit | église Notre-Dame de la Visitation, actuellement musée Notre-Dame | classé     | 1993                  | Notice no PM68000713 |       |
| ex-voto, tableaux (42) | église Notre-Dame de la Visitation, actuellement musée Notre-Dame | classé     | 1993                  | Notice no PM68000712 |       |
| ex-voto, tableau, cadre, ex-voto n° 1 (inventaire Lotz), n° 1 (inventaire Lichtle)                                                               | église Notre-Dame de la Visitation, actuellement musée Notre-Dame | classé     | 1993                  | Notice no PM68000711 |       |
| ex-voto, tableau, cadre, ex-voto n° 11 (inventaire Lotz), n° 3 (inventaire Lichtle)                                                              | église Notre-Dame de la Visitation, actuellement musée Notre-Dame | classé     | 1993                  | Notice no PM68000710 |       |
| tableau, cadre : Saint-Antoine l'ermite | église Notre-Dame de la Visitation, actuellement musée Notre-Dame | classé     | 1993                  | Notice no PM68000709 |       |
| ex-voto, tableau, ex-voto n° 13 (inventaire Lotz), n° 2 (inventaire Lichtle)                                                                     | église Notre-Dame de la Visitation, actuellement musée Notre-Dame | classé     | 1993                  | Notice no PM68000708 |       |
| livre : livre des comptes du pèlerinage des Trois Épis                                                                                           | église Notre-Dame de la Visitation, actuellement musée Notre-Dame | classé     | 1993                  | Notice no PM68000707 |       |
| couronne, de la Vierge miraculeuse | église Notre-Dame de la Visitation, actuellement musée Notre-Dame | classé     | 1993                  | Notice no PM68000706 |       |
| clef | église Notre-Dame de la Visitation, actuellement musée Notre-Dame | classé     | 1993                  | Notice no PM68000705 |       |
| ex-voto : ex-voto à Saint-Antoine | église Notre-Dame de la Visitation, actuellement musée Notre-Dame | classé     | 1993                  | Notice no PM68000704 |       |
| tableau : vue du couvent | église Notre-Dame de la Visitation, actuellement musée Notre-Dame | classé     | 1993                  | Notice no PM68000703 |       |
| tableau, cadre : la Visitation | église Notre-Dame de la Visitation, actuellement musée Notre-Dame | classé     | 1993                  | Notice no PM68000702 |       |
| tableau, cadre : l'Assomption | église Notre-Dame de la Visitation, actuellement musée Notre-Dame | classé     | 1993                  | Notice no PM68000701 |       |
| tableau, cadre (diptyque) : le miracle de Niedermerscwihr                                                                                        | église Notre-Dame de la Visitation, actuellement musée Notre-Dame | classé     | 1993                  | Notice no PM68000700 |       |
| tableau : les premiers pèlerinages montent aux trois épis                                                                                        | église Notre-Dame de la Visitation, actuellement musée Notre-Dame | classé     | 1993                  | Notice no PM68000699 |       |
| tableau : Thierry Schoere fait aux édiles de Niedermorschwihr le récit de son apparition                                                         | église Notre-Dame de la Visitation, actuellement musée Notre-Dame | classé     | 1993                  | Notice no PM68000698 |       |
| tableau : miracle du sac de blé au marché de Niedermorschwihr                                                                                    | église Notre-Dame de la Visitation, actuellement musée Notre-Dame | classé     | 1993                  | Notice no PM68000697 |       |
| tableau : l'Apparition de la Vierge des Trois Épis à Thierry Schoere                                                                             | église Notre-Dame de la Visitation, actuellement musée Notre-Dame | classé     | 1993                  | Notice no PM68000696 |       |
| tableau : la Déploration du Christ | église Notre-Dame de la Visitation, actuellement musée Notre-Dame | classé     | 1993                  | Notice no PM68000695 |       |
| tableau : la Déploration du Christ | église Notre-Dame de la Visitation, actuellement musée Notre-Dame | classé     | 1993                  | Notice no PM68000694 |       |
| tableau, cadre : le transfert de la statue miraculeuse d'Ammerschwihr aux trois épis                                                             | église Notre-Dame de la Visitation, actuellement musée Notre-Dame | classé     | 1993                  | Notice no PM68000693 |       |
| 4 tableaux | église Notre-Dame de la Visitation, actuellement musée Notre-Dame | classé     | 1993                  | Notice no PM68000692 |       |
| bourse | église Notre-Dame de la Visitation, actuellement musée Notre-Dame | classé     | 1993                  | Notice no PM68000691 |       |
| patène, ciboire | église Notre-Dame de la Visitation, actuellement musée Notre-Dame | classé     | 1993                  | Notice no PM68000690 |       |
| chandelier, dit chandelier aux fleurs de la Passion                                                                                              | église Notre-Dame de la Visitation, actuellement musée Notre-Dame | classé     | 1993                  | Notice no PM68000689 |       |
| 4 chandeliers, chandeliers des Antonins | église Notre-Dame de la Visitation, actuellement musée Notre-Dame | classé     | 1993                  | Notice no PM68000688 |       |
| console : tête du roi des fous | église Notre-Dame de la Visitation, actuellement musée Notre-Dame | classé     | 1993                  | Notice no PM68000687 |       |
| clef de voûte | église Notre-Dame de la Visitation, actuellement musée Notre-Dame | classé     | 1993                  | Notice no PM68000686 |       |
| statue : Christ du Saint-Sépulcre | église Notre-Dame de la Visitation, actuellement musée Notre-Dame | classé     | 1993                  | Notice no PM68000685 |       |
| statue (statuette) : Saint-Antoine l'ermite | église Notre-Dame de la Visitation, actuellement musée Notre-Dame | classé     | 1993                  | Notice no PM68000684 |       |
| statue : Saint-François d'Assise | église Notre-Dame de la Visitation, actuellement musée Notre-Dame | classé     | 1993                  | Notice no PM68000683 |       |
| statue : Saint-Antoine l'ermite | église Notre-Dame de la Visitation, actuellement musée Notre-Dame | classé     | 1993                  | Notice no PM68000682 |       |
| statue : Vierge des trois épis | église Notre-Dame de la Visitation, actuellement musée Notre-Dame | classé     | 1993                  | Notice no PM68000681 |       |
| groupe sculpté : Vierge miraculeuse | église Notre-Dame de la Visitation, actuellement musée Notre-Dame | classé     | 1993                  | Notice no PM68000680 |       |
| groupe sculpté : Vierge de Pitié | église Notre-Dame de la Visitation, actuellement musée Notre-Dame | classé     | 1993                  | Notice no PM68000679 |       |
| groupe sculpté : Vierge à l'Enfant | église Notre-Dame de la Visitation, actuellement musée Notre-Dame | classé     | 1993                  | Notice no PM68000678 |       |
| borne de propriété des possessions des chevaliers de Malte                                                                                       | église Notre-Dame de la Visitation, actuellement musée Notre-Dame | classé     | 1993                  | Notice no PM68000677 |       |
| borne de propriété des possessions de l'abbaye de Pairis                                                                                         | église Notre-Dame de la Visitation, actuellement musée Notre-Dame | classé     | 1993                  | Notice no PM68000676 |       |
| groupe sculpté : La Mort de Saint-Joseph | église catholique Saint-Martin                                    | inscrit    | 1982                  | Notice no PM68000987 |       |
| groupe sculpté : Vierge de Pitié | église catholique Saint-Martin                                    | inscrit    | 1982                  | Notice no PM68000986 |       |
| autel et retable du Rosaire, niche centrale avec le groupe sculpté de la Vierge à l'Enfant entre Saint-Dominique et Sainte-Catherine de Sienne   | église catholique Saint-Martin                                    | inscrit    | 1982                  | Notice no PM68000985 |       |
| statue de procession : Vierge à l'Enfant | église catholique Saint-Martin                                    | inscrit    | 1982                  | Notice no PM68000984 |       |
| deux statues : un évêque et un pape | église catholique Saint-Martin                                    | inscrit    | 1982                  | Notice no PM68000983 |       |
| groupe sculpté : Sainte-Anne et la Vierge | église catholique Saint-Martin                                    | inscrit    | 1982                  | Notice no PM68000982 |       |
| orgue de tribune | église paroissiale Saint-Martin                                   | classé     | 1982                  | Notice no PM68000872 |       |
| mont des Oliviers : Jardin des oliviers, Christ en prière, Saint-Jean, Saint-Pierre, Saint-Jacques                                               | église paroissiale Saint-Martin                                   | classé     | 1982                  | Notice no PM68000621 |       |
| statue : moine | église paroissiale Saint-Martin                                   | classé     | 1982                  | Notice no PM68000620 |       |
| groupe sculpté : Vierge de Pitié | église paroissiale Saint-Martin                                   | classé     | 1982                  | Notice no PM68000619 |       |
| haut-relief : Vierge à l'Enfant | église paroissiale Saint-Martin                                   | classé     | 1982                  | Notice no PM68000618 |       |
| groupe sculpté : Christ des rameaux | église paroissiale Saint-Martin                                   | classé     | 1982                  | Notice no PM68000617 |       |
| statue : Saint-Roch | église paroissiale Saint-Martin                                   | classé     | 1982                  | Notice no PM68000616 |       |
| statue : Saint-Étienne | église paroissiale Saint-Martin                                   | classé     | 1982                  | Notice no PM68000615 |       |
| statue : Saint-Étienne | église paroissiale Saint-Martin                                   | classé     | 1982                  | Notice no PM68000614 |       |
| statue : Saint-Éloi | église paroissiale Saint-Martin                                   | classé     | 1982                  | Notice no PM68000613 |       |
| groupe sculpté : Vierge de Pitié | église paroissiale Saint-Martin                                   | classé     | 1982                  | Notice no PM68000612 |       |
| croix : Christ en croix | église paroissiale Saint-Martin                                   | classé     | 1984                  | Notice no PM68000611 |       |
| 2 statues : Saint-Pierre, Saint-Paul | église paroissiale Saint-Martin                                   | classé     | 1982                  | Notice no PM68000607 |       |
| chaire à prêcher | église paroissiale Saint-Martin                                   | classé     | 1982                  | Notice no PM68000606 |       |
| orgue de tribune : buffet d'orgue | église paroissiale Saint-Martin                                   | classé     | 1982                  | Notice no PM68000605 |       |
| 7 statues : Saint-Guy, Saint-Christophe, Saint-Cyriaque, Saint-Gilles, Sainte-Marguerite d'Antioche, Sainte-Catherine d'Alexandrie, Sainte-Barbe | église paroissiale Saint-Martin                                   | classé     | 1982                  | Notice no PM68000604 |       |
| tableau, cadre : Saint-Georges terrassant le dragon                                                                                              | église paroissiale Saint-Martin                                   | classé     | 1982                  | Notice no PM68000603 |       |
| tableau, cadre : les fiançailles de la Vierge et de Saint-Joseph                                                                                 | église paroissiale Saint-Martin                                   | classé     | 1982                  | Notice no PM68000602 |       |
| statue : religieux prêcheur ou un Saint-jésuite                                                                                                  | église paroissiale Saint-Martin                                   | classé     | 1982                  | Notice no PM68000601 |       |
| 3 statues : évêques | église paroissiale Saint-Martin                                   | classé     | 1982                  | Notice no PM68000600 |       |
| groupe sculpté : Vierge de Pitié | église paroissiale Saint-Martin                                   | classé     | 1982                  | Notice no PM68000599 |       |
| statue : Vierge à l'Enfant | église paroissiale Saint-Martin                                   | classé     | 1982                  | Notice no PM68000598 |       |
| statue : Christ glorieux | église paroissiale Saint-Martin                                   | classé     | 1982                  | Notice no PM68000597 |       |
| croix : Christ en croix | église paroissiale Saint-Martin                                   | classé     | 1988                  | Notice no PM68000010 |       |
| calvaire : Christ en croix, Vierge, Saint-Jean                                                                                                   | église paroissiale Saint-Martin                                   | classé     | 1980                  | Notice no PM68000009 |       |
| croix : Christ en croix | église paroissiale Saint-Martin                                   | classé     | 1974                  | Notice no PM68000008 |       |
| statue : Saint-Martin | église paroissiale Saint-Martin                                   | classé     | 1974                  | Notice no PM68000007 |       |
| tableau et son cadre : Déploration | hôtel de ville                                                    | inscrit    | 2001                  | Notice no PM68001380 |       |
| armoire | hôtel de ville                                                    | classé     | 2003                  | Notice no PM68000867 |       |
| 2 bas-reliefs : Saint-Christophe, Saint-Antoine l'ermite                                                                                         | hôtel de ville                                                    | classé     | 1982                  | Notice no PM68000608 |       |
| statue : l'archange Saint-Michel sonnant de la trompette                                                                                         | presbytère                                                        | classé     | 1984                  | Notice no PM68000610 |       |
| statue : Vierge à l'Enfant | presbytère catholique                                             | inscrit    | 1985                  | Notice no PM68000988 |       |
| buste : Saint-Urbain | tour des Voleurs                                                  | inscrit    | 1982                  | Notice no PM68000989 |       |
| statue : Christ en prière au mont des Oliviers                                                                                                   |                                                                   | classé     | 1982                  | Notice no PM68000609 |       |